# 4184 Berdyayev
A 4184 Berdyayev (ideiglenes jelöléssel 1969 TJ1) a Naprendszer kisbolygóövében található aszteroida. Ljudmila Ivanovna Csernih fedezte fel 1969. október 8-án.